# Museo (metropolitana di Napoli)
Museo è una stazione della linea 1 della metropolitana di Napoli.

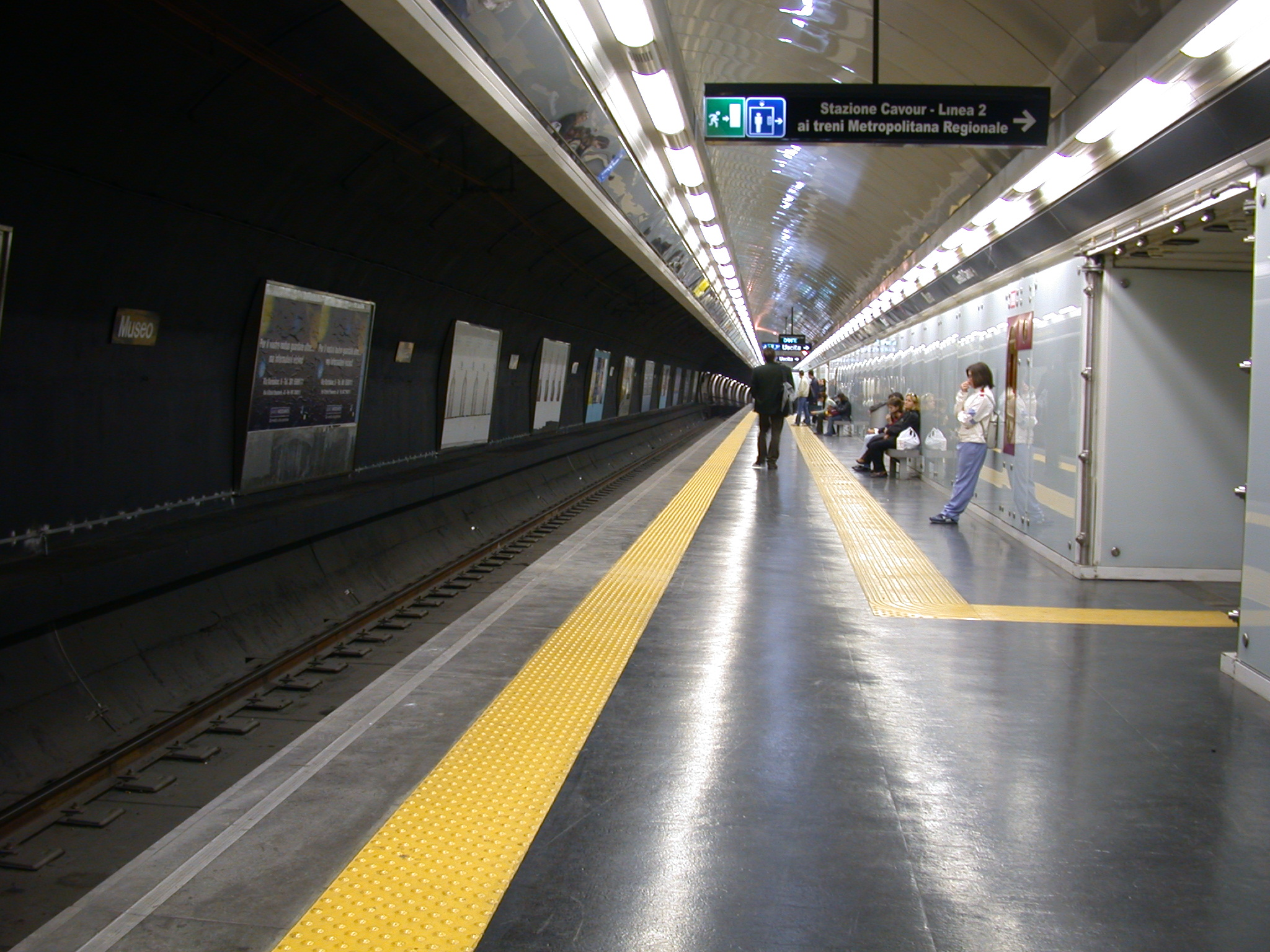
Il piano banchina.

## Storia
I lavori di scavo ebbero inizio nel 1996. La stazione fu progettata da Gae Aulenti nel 1999 e venne inaugurata il 5 aprile 2001. La realizzazione della stazione ha comportato un investimento complessivo di circa 74,8 milioni di euro. Fa parte del circuito delle stazioni dell'arte.
Il 27 marzo 2002 venne attivato il prolungamento della linea, dalla stazione di Museo alla nuova stazione di Dante.

## Strutture ed impianti

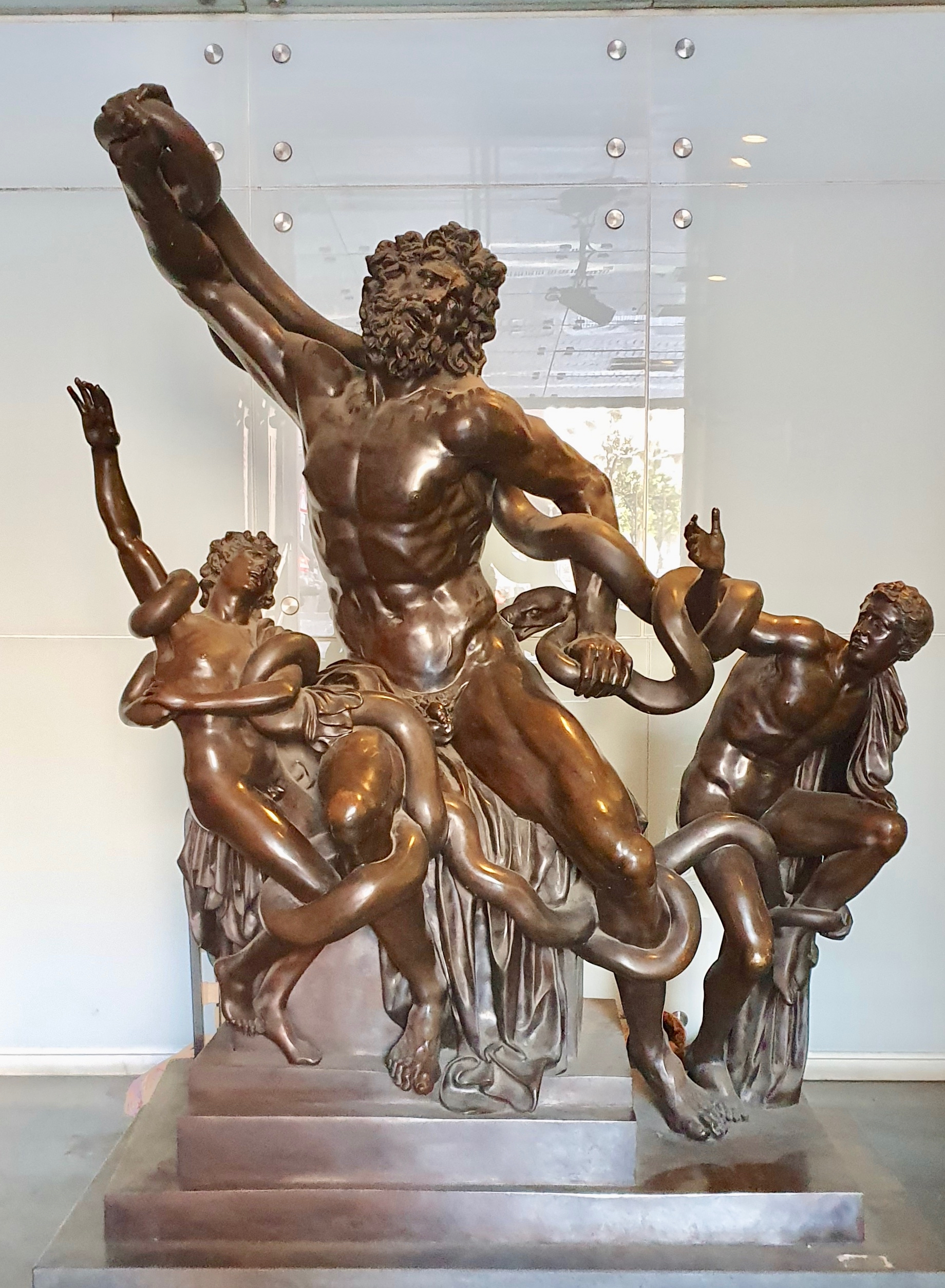
Statue.

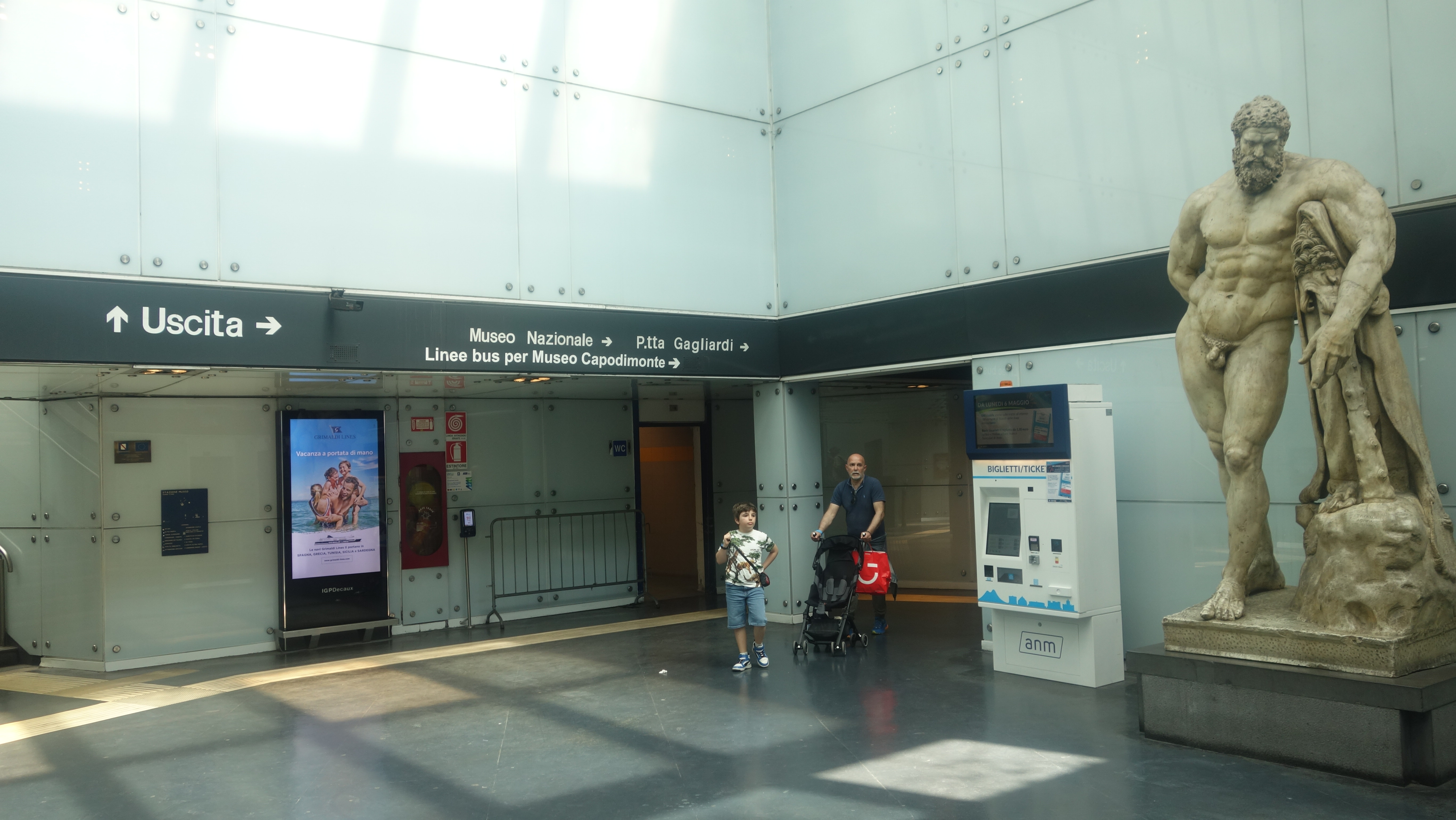
Ercole Farnese.

Il padiglione esterno è in calcestruzzo, vetro e acciaio, ed è stato dipinto col rosso pompeiano. All'interno ci sono copie di opere custodite nel museo come l'Ercole Farnese e la copia della Testa di cavallo, donata da Lorenzo de Medici a Diomede I Carafa. Nel corridoio di collegamento con la linea 2 sono appese le fotografie di Mimmo Jodice.

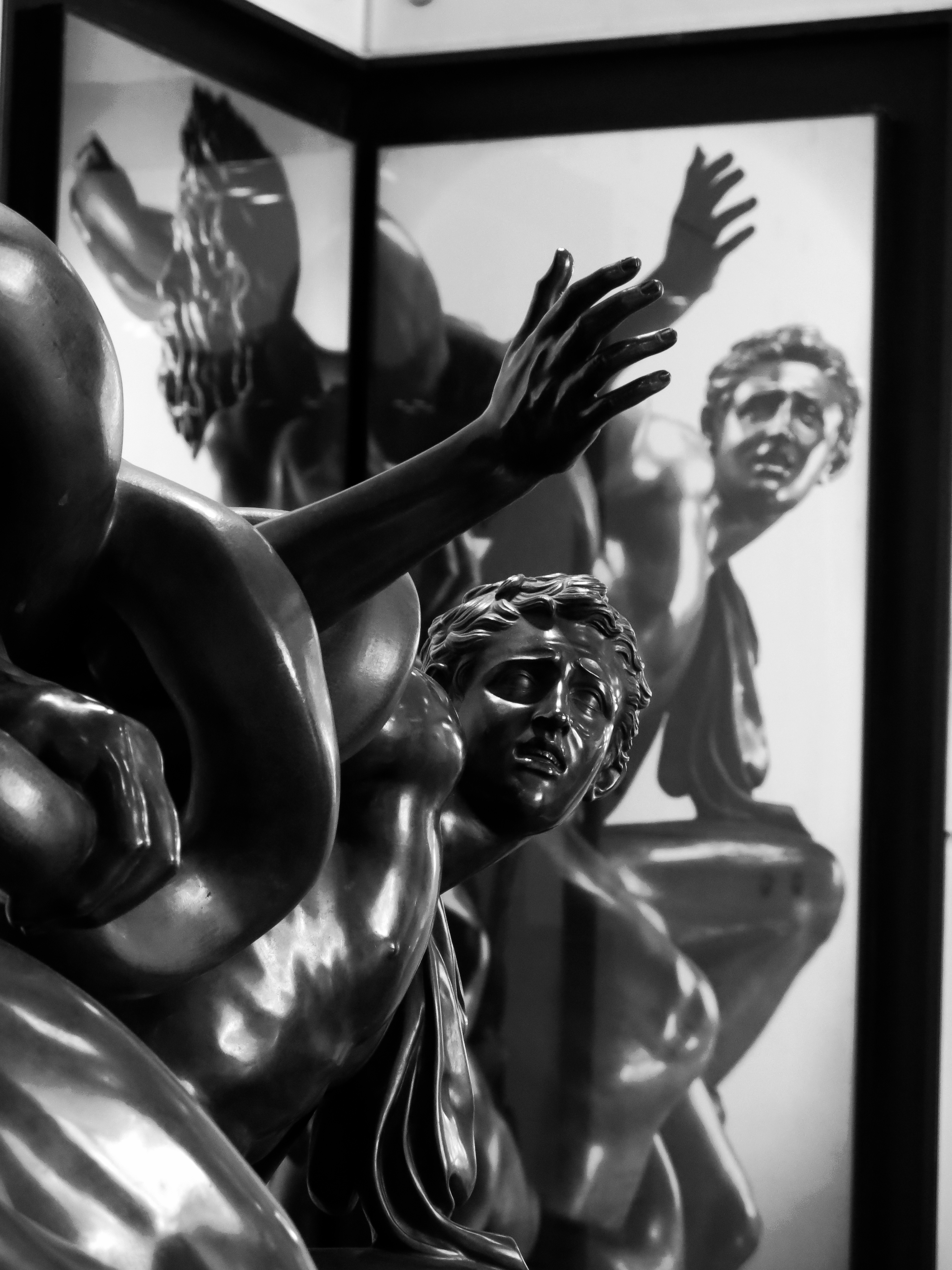
Statue.

L'accesso alla stazione può avvenire da piazza Cavour e da sotto il museo. Vi è la possibilità di accedere anche dalla stazione Cavour attraverso il sottopassaggio aperto nel 2001. Per raggiungere i binari bisogna percorrere due rampe di scale oppure servirsi degli ascensori. I binari sono serviti da una banchina ad isola: proprio in fondo a questa banchina parte il corridoio mobile che collega la stazione alla linea 2. Nel piccolo pianerottolo posto all'inizio del corridoio si trovano gli ascensori ed altre rampe di scale fisse con i locali che fanno funzionare le scale mobili che portano all'uscita di Museo.
Da segnalare che il progetto originario della linea 1 prevedeva le uscite della stazione in piazza Museo Nazionale all'angolo di via Pessina, ma i relativi lavori richiedevano la chiusura al traffico di quest'ultima per poi procedere alla realizzazione dell'opera con scavo "a cielo aperto". Ciò si rivelò subito irrealizzabile, in quanto era impossibile inibire per lungo tempo, un nodo cruciale del traffico automobilistico quale quello del Museo, ove convergono ben quattro flussi principali. Si rese quindi necessario modificare il progetto e deviare il tracciato verso piazza Cavour con scavo delle gallerie a foro cieco e le uscite sui giardinetti ivi esistenti, soluzione che ha consentito altresì di realizzare il corridoio di collegamento, inizialmente non previsto, con la stazione di piazza Cavour della linea 2.
La stazione, in galleria, occupa una superficie di 5 481 m², con un'area di intervento pari a 39 000 m². La profondità della stazione è di 23 metri, presenta una pendenza del 5,5% e dispone di 16 impianti e 3 uscite.

### Stazione Neapolis
Nella stazione, sotto il piazzale del museo, è stato ricavato un ambiente museale, chiamato "Stazione Neapolis", che raccoglie alcuni dei reperti storici rinvenuti nel corso degli scavi della metropolitana.

## Servizi
La stazione dispone di:
- Biglietteria automatica

## Interscambi
- Fermata filobus
- Fermata autobus
- Fermata metropolitana (Piazza Cavour, Linea 2)